# Cintreuse

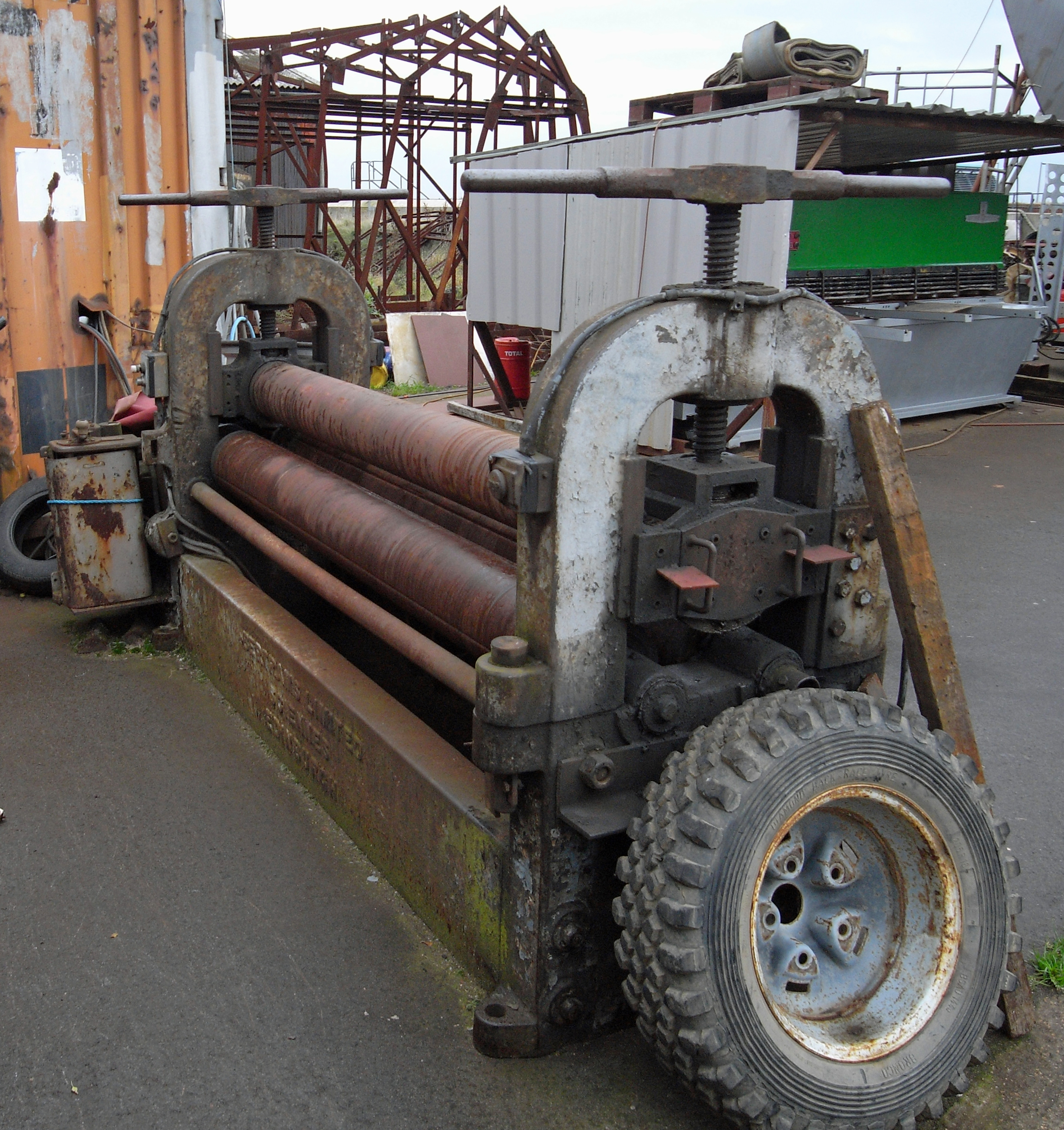
Cintreuse de tôles.

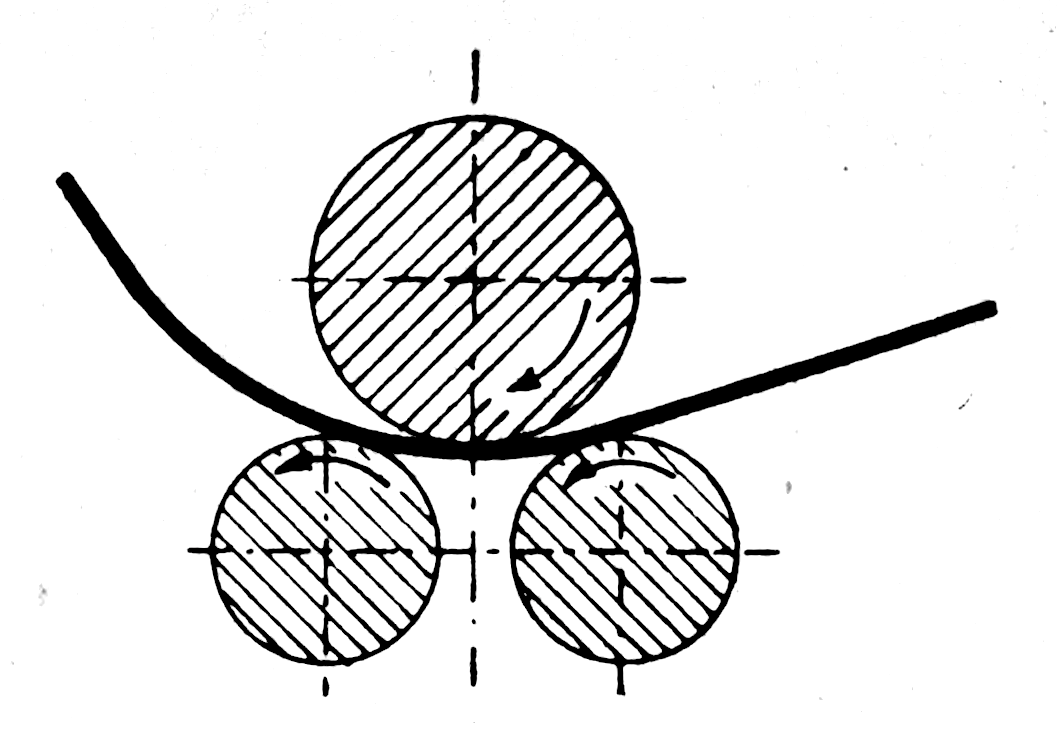
Diagramme de principe d'une cintreuse - Vue en coupe.

Une cintreuse est un outil ou une machine destinée au cintrage de pièces métalliques, pour leur donner des formes arrondies. Le terme de cintrage est un écart de langage. En effet lorsque l'on parle de mise en forme du métal, on parle de roulage pour les feuilles de métal et de cintrage pour les produits tubes ou profilés en barre (fer plat, cornière, tube...). Dans le cadre du roulage et du cintrage, il existe plusieurs types de machine-outil selon qu'il s'agit de tôles ou de profilés.

## Cintrage sur tôle

Cintreuse de tôles pyramidale.

L'opération de cintrage sur tôle donne par exemple les citernes et les cuves.
On trouve essentiellement 3 types de rouleuses :
- les rouleuses de type pyramidale. Elles ne permettent pas l'amorçage des extrémités. Une opération préalable appelée croquage est nécessaire.
- les rouleuses de type planeur, où les rouleaux entraîneur se trouvent sur le même axe. Elles permettent l'amorçage (croquage) des extrémités sans opérations antérieure, mais nécessitent un retournement de la feuille de métal (tôle) pour effectuer l'opération de chaque côté.
- les rouleuses de type croqueuse, composées de quatre rouleaux, deux sur le même axe et deux mobiles. Elle permet d'effectuer les opérations de croquages directement sur la machine sans retournement de la tôle.

## Cintrage sur profilé
L'opération de cintrage sur profilés permet d'obtenir des rambardes d'escaliers métalliques ou de garde corps, des chassis ou structures métalliques (habitacle de voiture de course) mais aussi des conduits de tuyauterie pour le transferts de fluides. 
Il existe deux méthode de mise en forme : 
- Cintrage à chaud
- Cintrage à froid

Dans cette seconde catégorie, on peut classer les machines outils en 3 catégories principales : 
- Pour les tubes ronds les cintreuses par poussée (type VIRAX ou MINGORI)
- Pour les tubes en général, les cintreuses par enroulement.
- Pour les profilés plein et en général les cintrages de grands diamètres, les cintreuses à galet.

## Sécurité des machines et prévention des risques professionnels
Une cintreuse peut présenter des risques pour les opérateurs et tierces personnes amenés à les côtoyer. Des mesures de prévention sont donc nécessaires.
Dans l'Union Européenne, la conception et l’utilisation d'une cintreuse doivent être conformes, entre autres :
1. à la directive "Machines" 2006/42/CE[2] pour la conception

1. à la directive 2009/104/CE[3] qui s’adresse aux utilisateurs de machines

### Conception des cintreuses destinées au marché européen
Conformément aux dispositions de la Directive européenne "Machines" 2006/42/CE, les fabricants doivent réduire les risques dès la conception et respecter les Exigences Essentielles de Santé et de Sécurité listées dans son Annexe I.
Pour les aider dans leur démarche, les fabricants pourront s'appuyer sur la norme NF EN ISO 12100:2010 "Sécurité des machines — Principes généraux de conception — Appréciation du risque et réduction du risque" qui décrit les principes généraux de conception des machines, ainsi que sur les brochures INRS relatives à la prévention des risques mécaniques et à la conception des systèmes de commande.

### Utilisation des cintreuses sur le territoire européen
Afin de préserver la santé et la sécurité des travailleurs, l’employeur doit s’assurer que les machines sont sûres et conformes et que leur utilisation n’expose pas les salariés à des risques, et ceci dans toutes leurs phases de vie.
A cet effet, il doit réaliser l’évaluation des risques liés à la machine dont les résultats seront transcrits dans le Document unique d’évaluation des risques.
De plus, l’employeur a l’obligation de maintenir la machine en état de conformité (R.4322-1 du Code du travail).